# 森姆斯 (科羅拉多州)
森姆斯（英語：Sams）是位於美國科羅拉多州聖米格爾縣的一個非建制地區。該地的面積和人口皆未知。

## 地理
森姆斯的座標為38°06′14″N 107°57′27″W / 38.10389°N 107.95750°W，而該地的平均海拔高度為1631米（即5351英尺）。